# Ger Eenens Collection The Netherlands

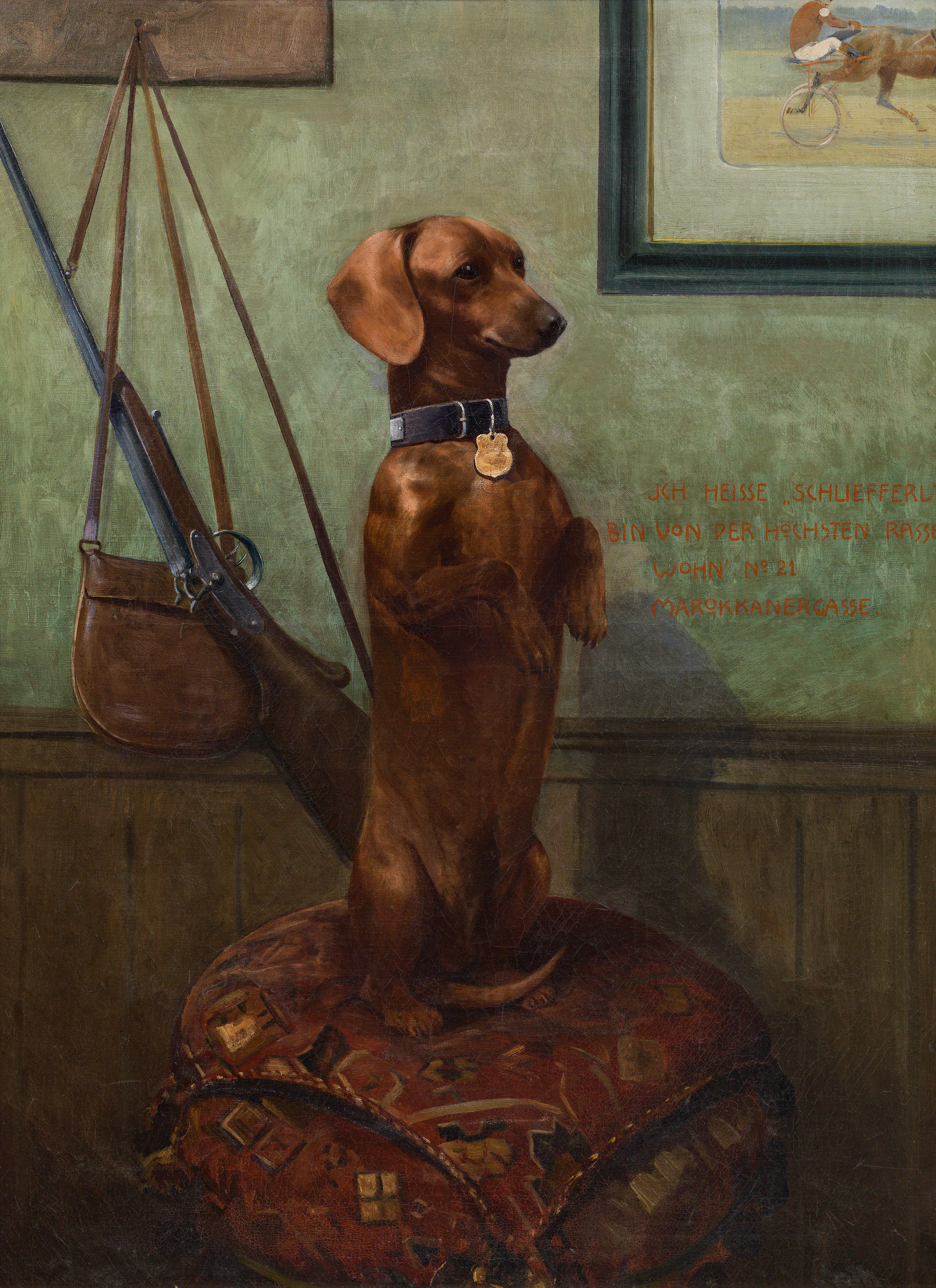
Ich heisse Schliefferl (XIX), anonyme.

La Ger Eenens Collection The Netherlands est une collection privée fondée par l'entrepreneur limbourgeois Ger Eenens classé par la fondation Stichting Kunstweek (nl) au top 100 des collectionneurs d'art néerlandais. 
La collection est principalement constituée de tableaux des XVIe, XVIIe, XVIIIe, XIXe, XXe et XXIe siècles, d'art de la Renaissance, d'art asiatique, d'art de l'Océanie et de livres anciens. 
Nombre d'œuvres sont prêtées aux musées néerlandais ou européens comme la Nouvelle Église d'Amsterdam, le musée des Bons-Enfants à Maastricht, le musée Boijmans Van Beuningen à Rotterdam, la Galerie nationale d'Écosse à Édimbourg ou le musée d'Orsay à Paris, pour des expositions permanentes ou temporaires. 

## Œuvres dans la collection

Art asiatique
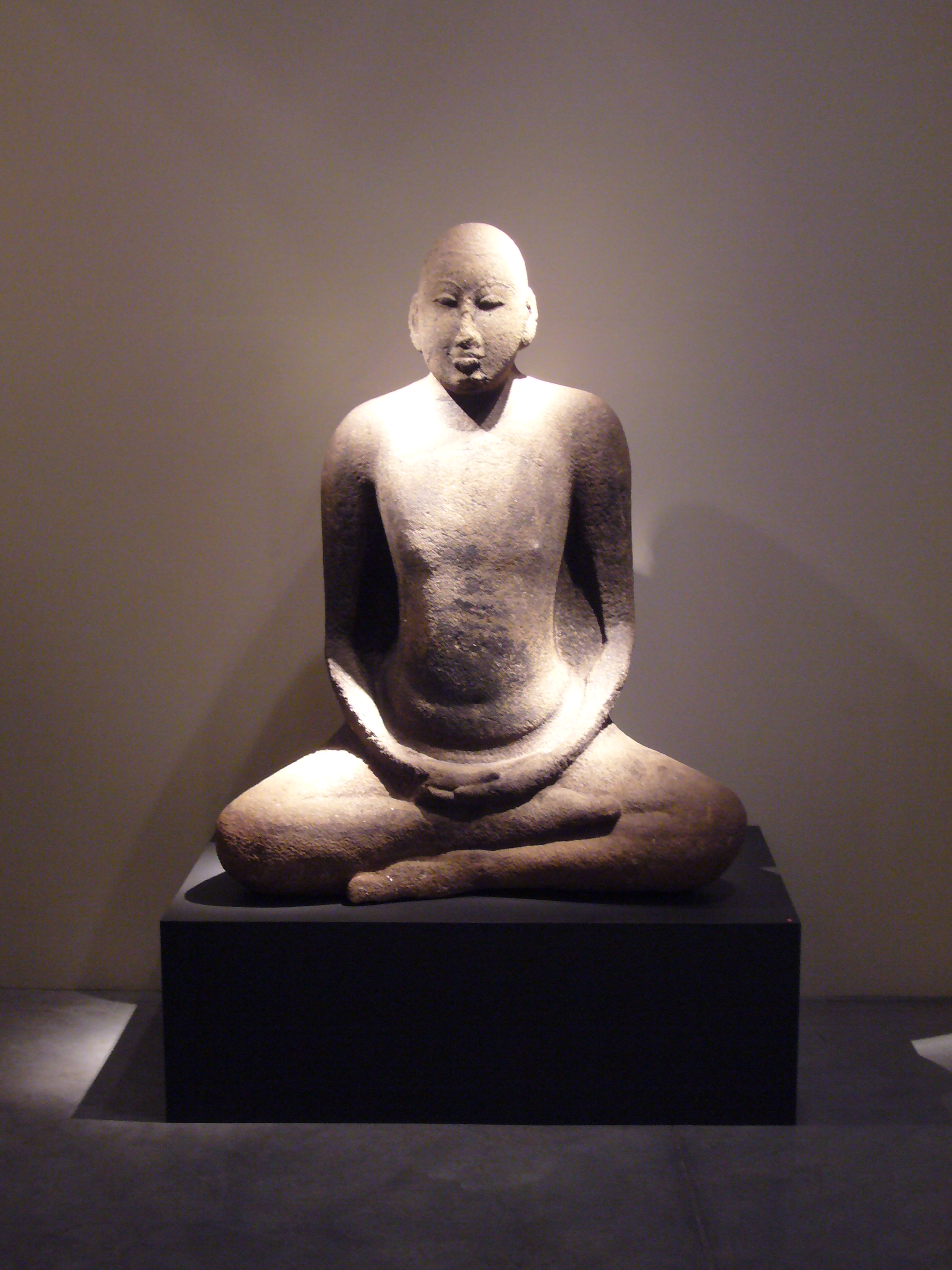
Sculpture Jaïn (en) (VIIe ou IXe siècle), Digambara Jaïn, Tamil Nadu
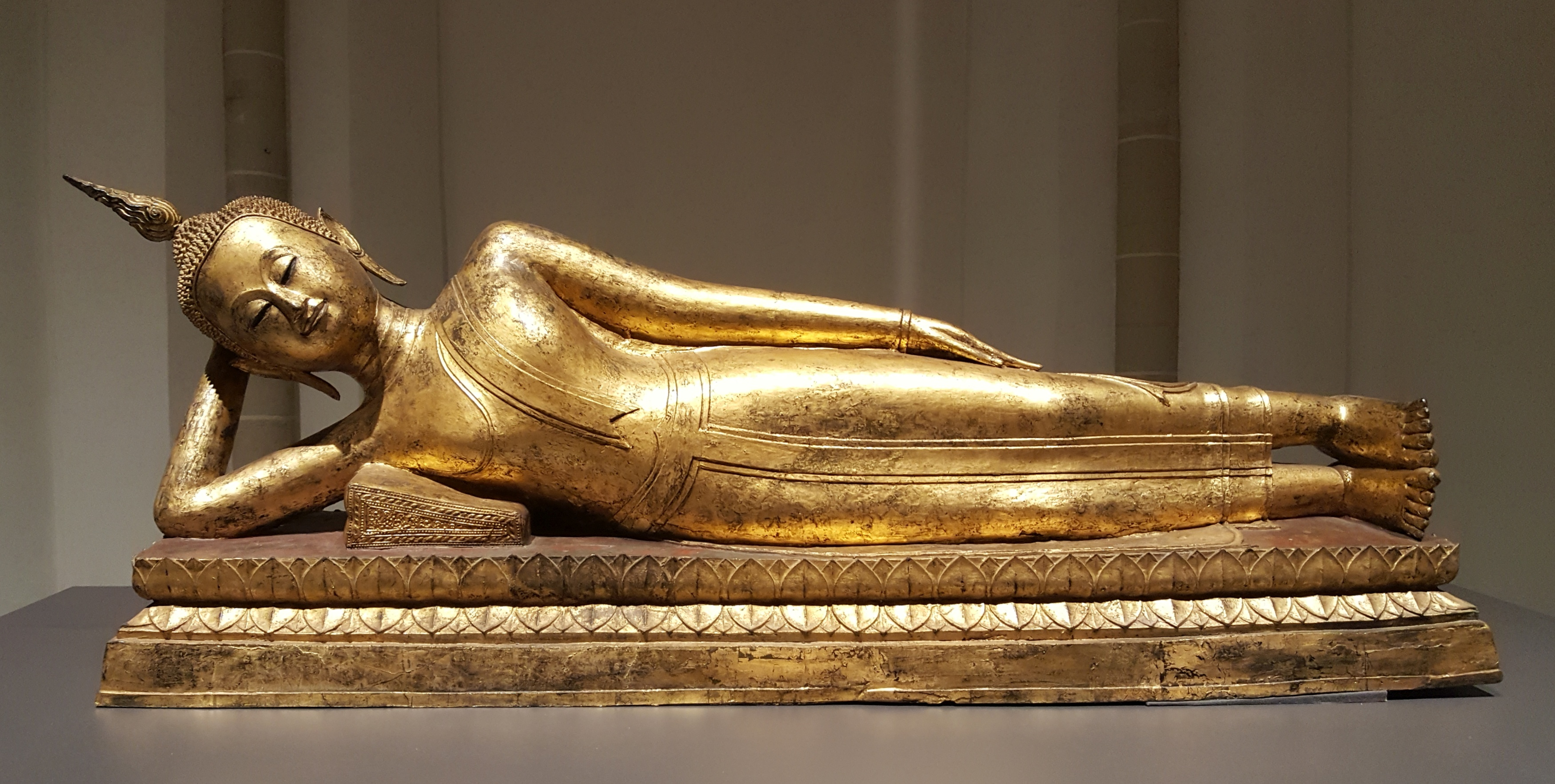
Buddha Sakyamuni en pose de Nirvana (XVIIIe siècle), Thaïlande

Art européen
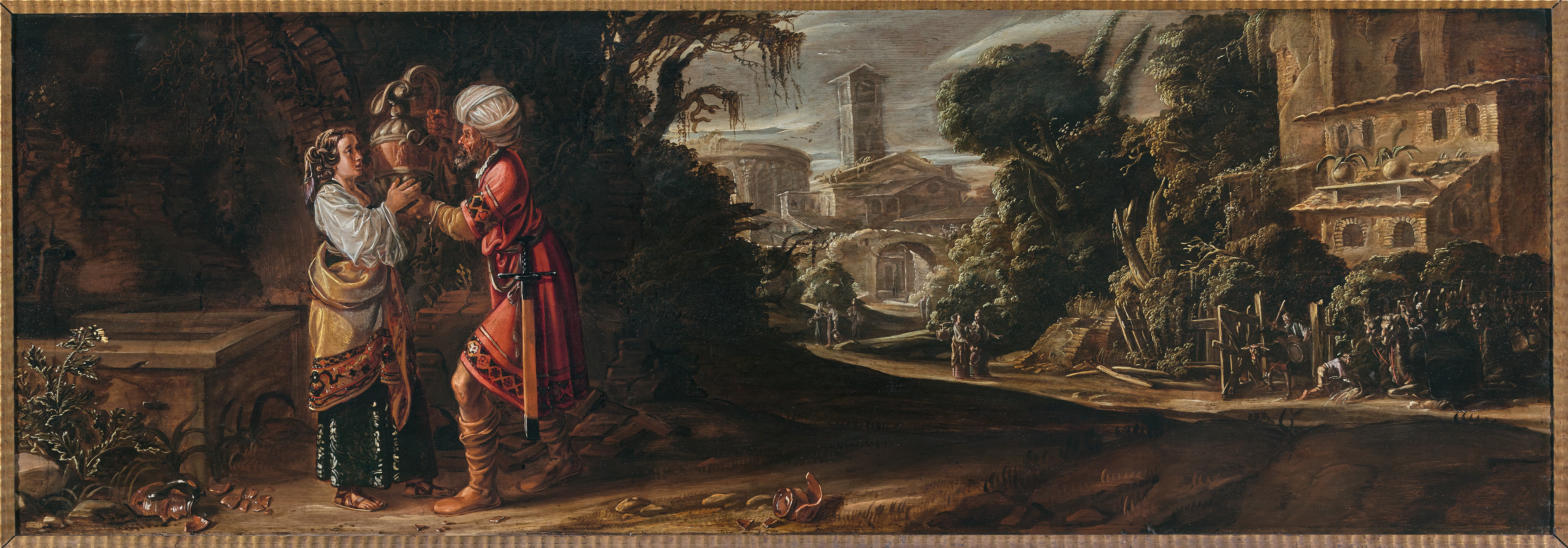
Rébecca et Eliézer au puits (1612), Jan Tengnagel
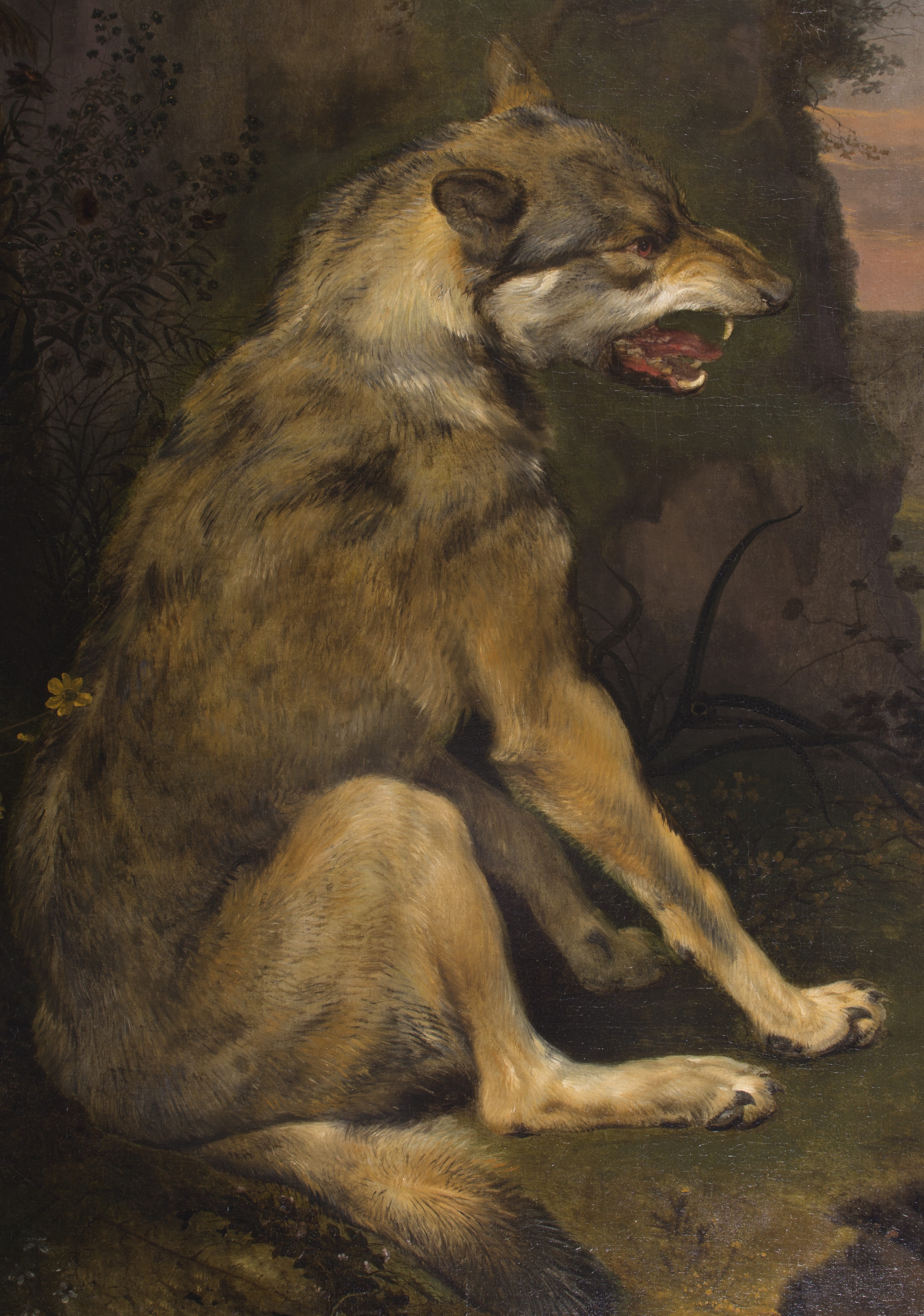
Loup dans un paysage rocheux (vers 1650), Frans Snyders
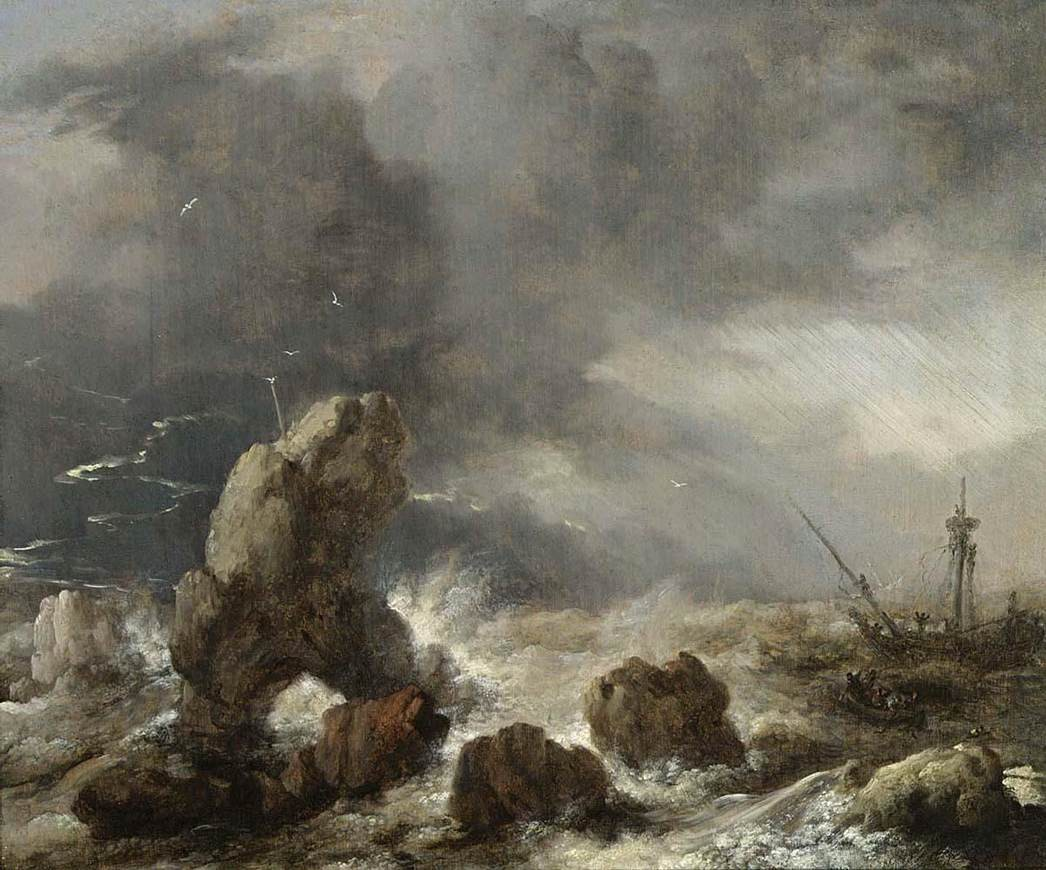
Navires dans la tempête au large d'une côte rocheuse (vers 1655), Philips Wouwerman
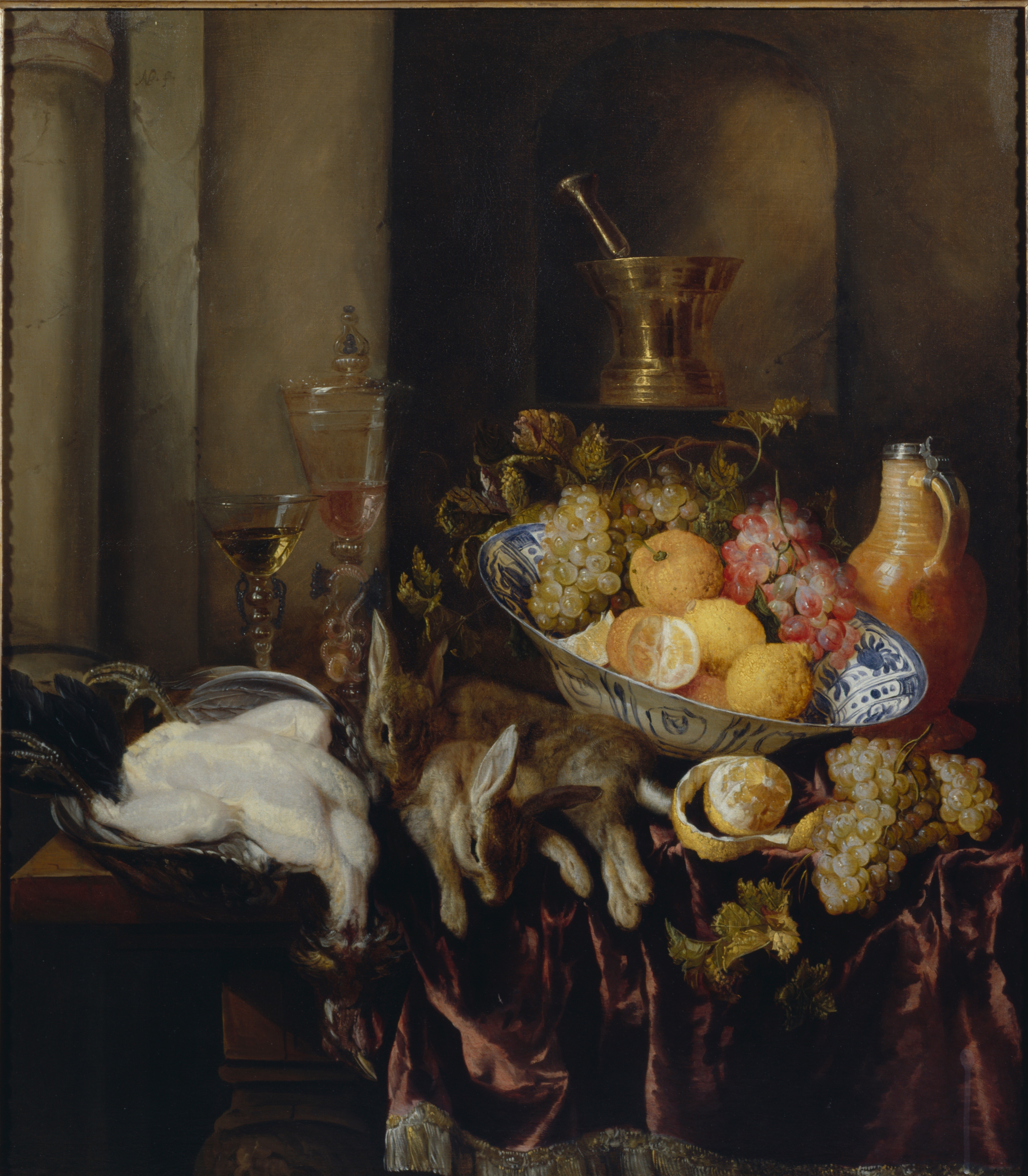
Nature morte avec fruits et gibier (vers 1660), Abraham van Beijeren
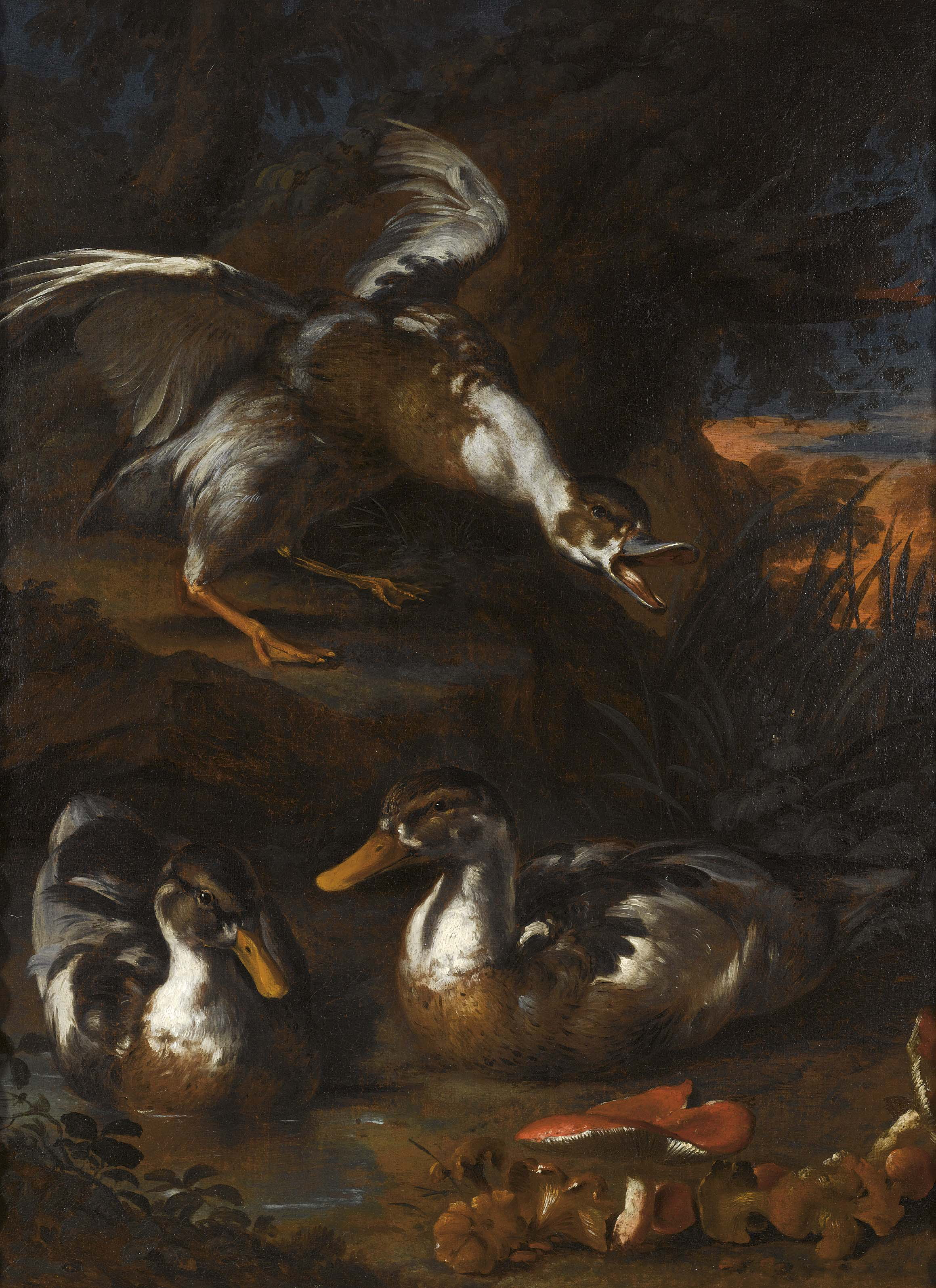
Canards dans un paysage boisé et champignons (XVIIe siècle), Angelo Maria Rossi
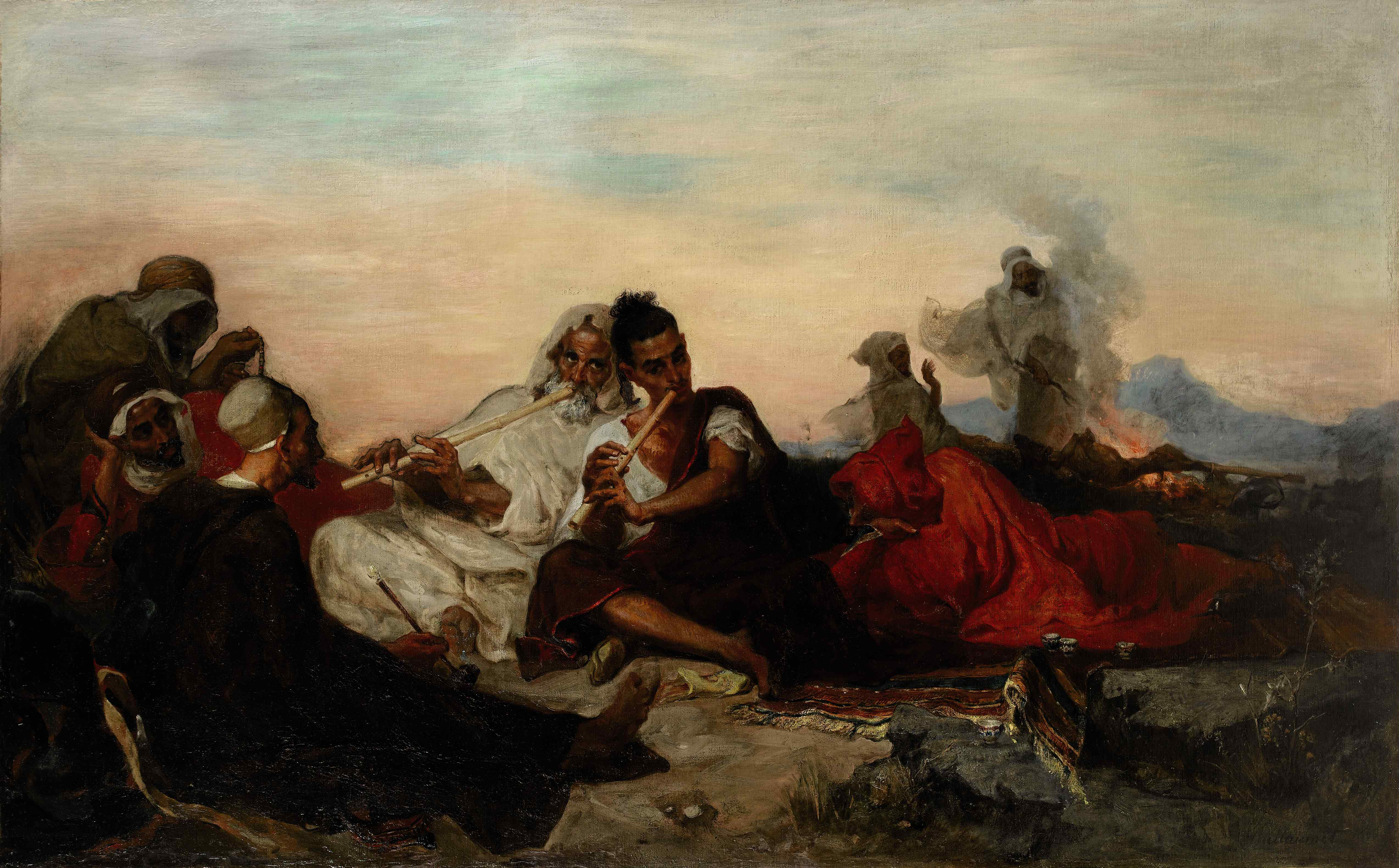
Joueurs de flûte au bivouac (1866), Gustave Guillaumet
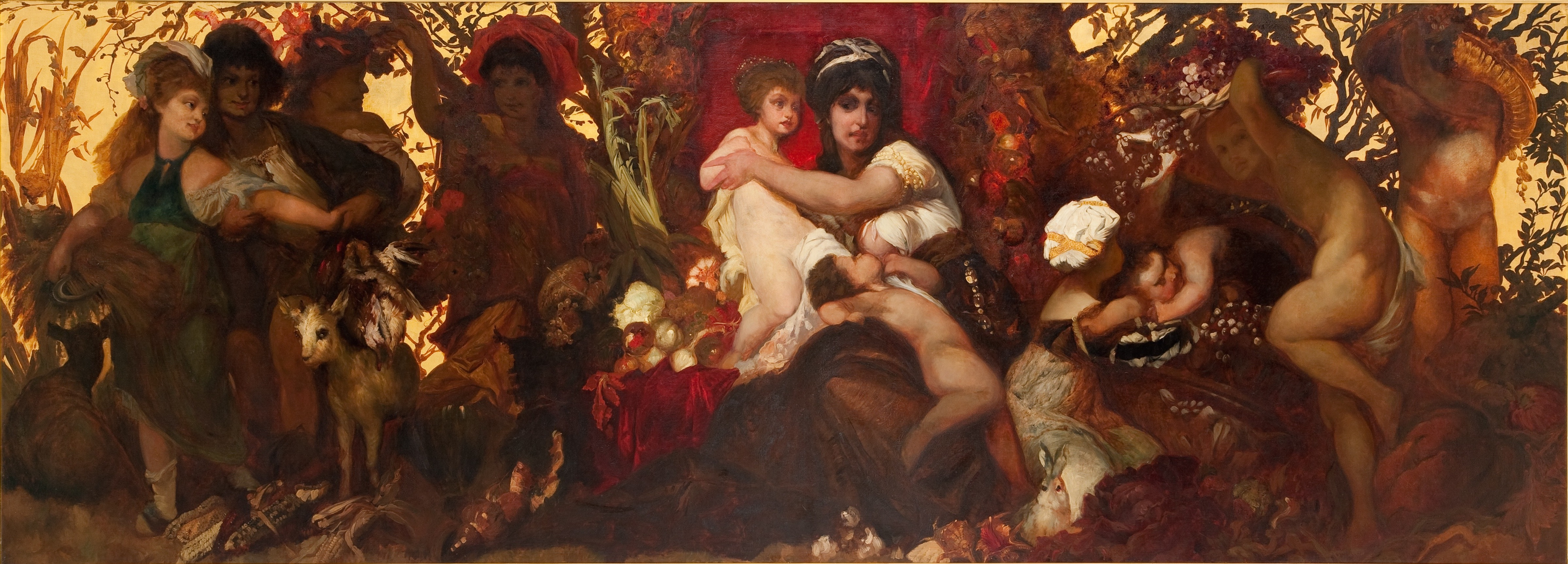
Abundantia (vers 1870), Hans Makart
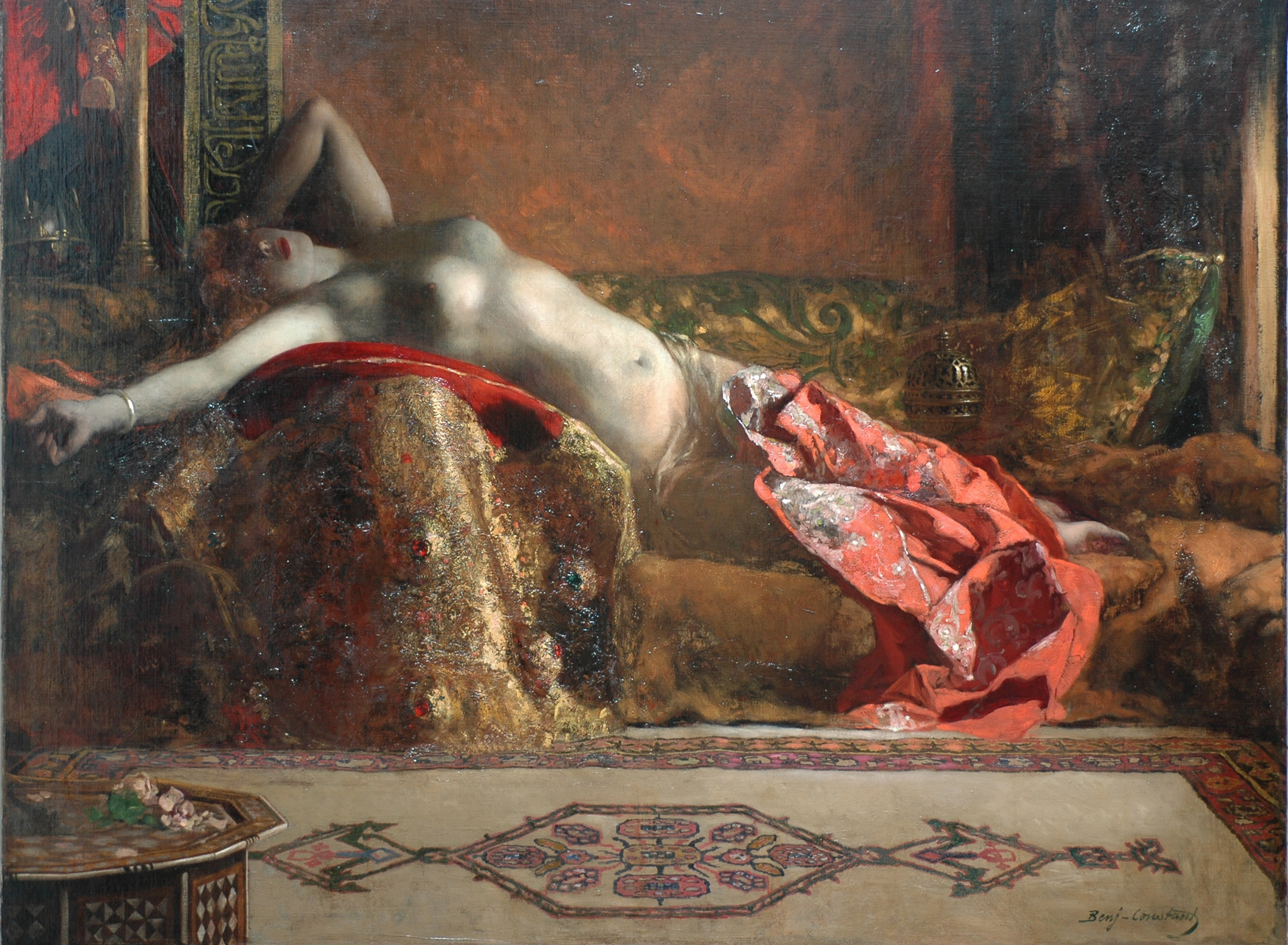
Odalisque allongée (1870), Benjamin-Constant
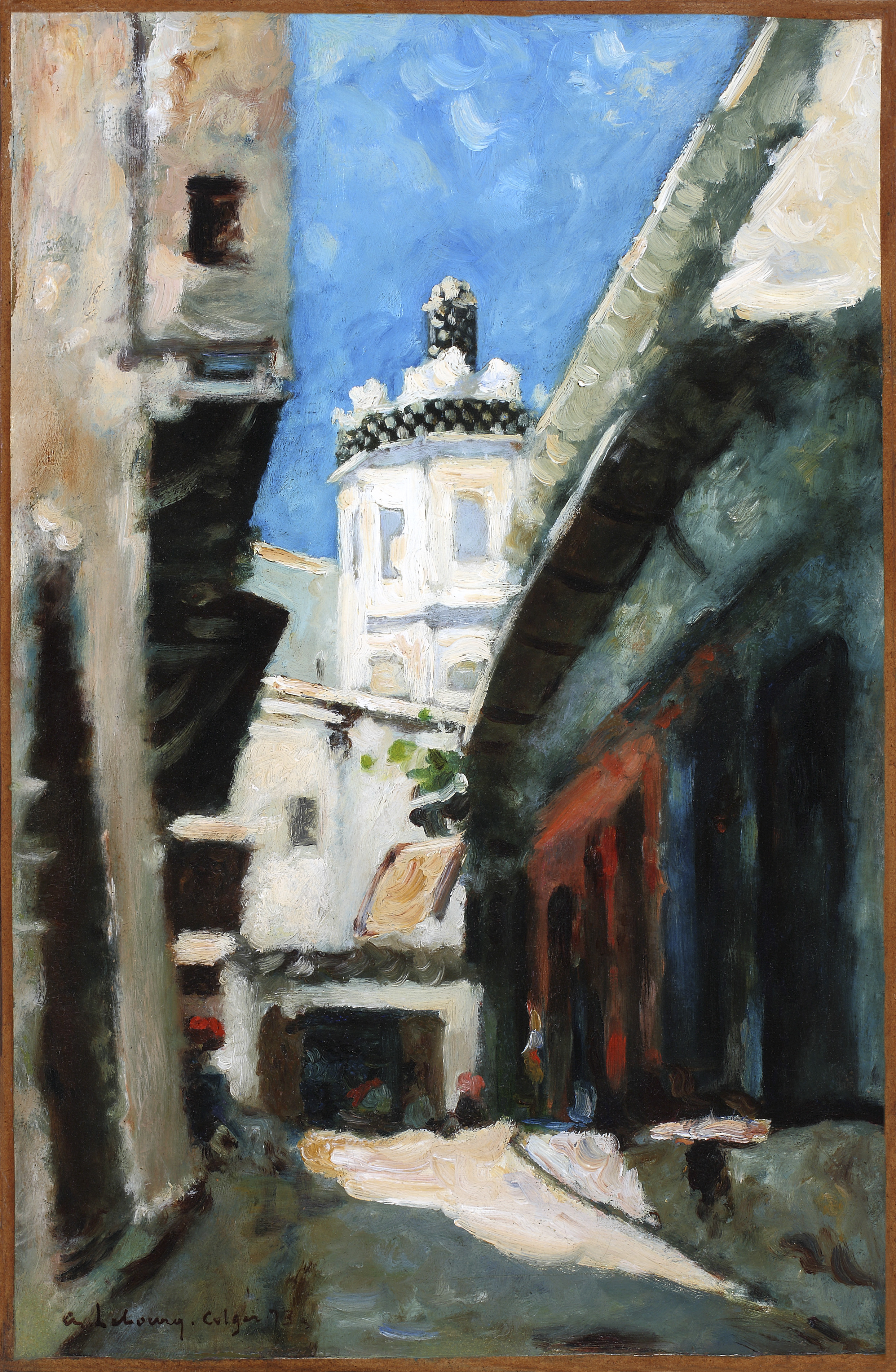
La Rue des bouchers à Alger (1873), Albert Lebourg
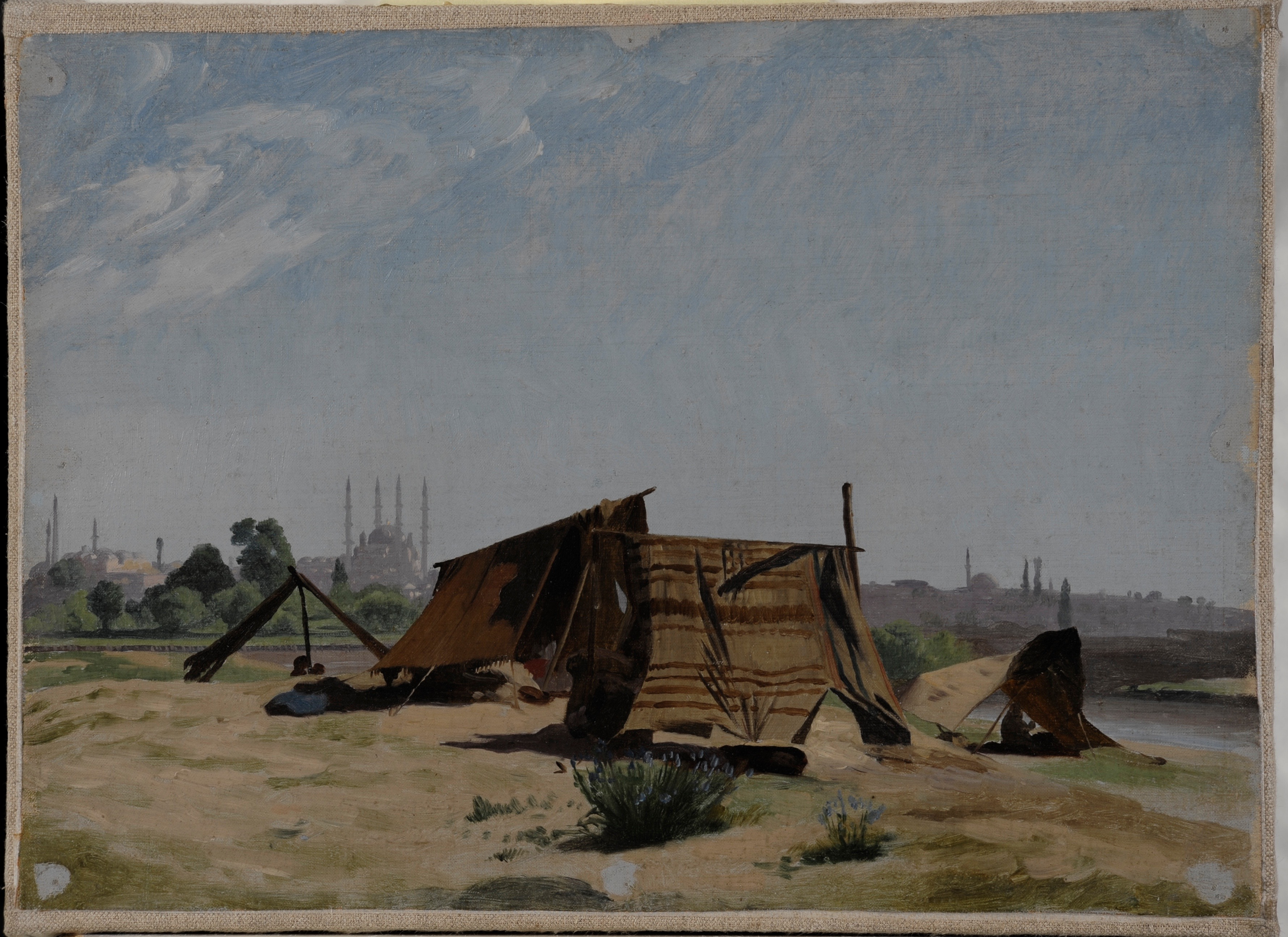
Campement avant Constantinople (1878), Jean-Léon Gérôme
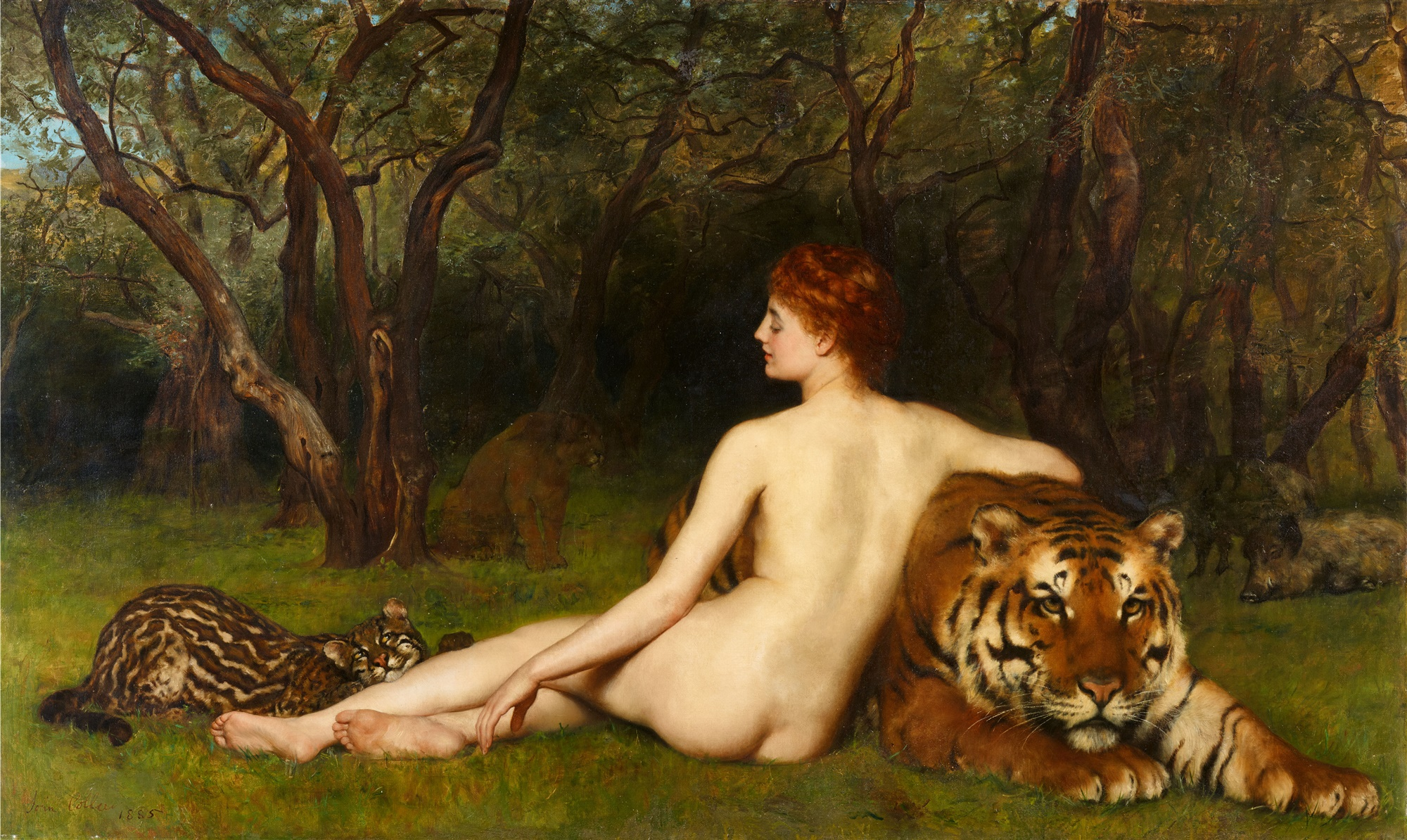
Circé (1885), John Collier

Arts décoratifs
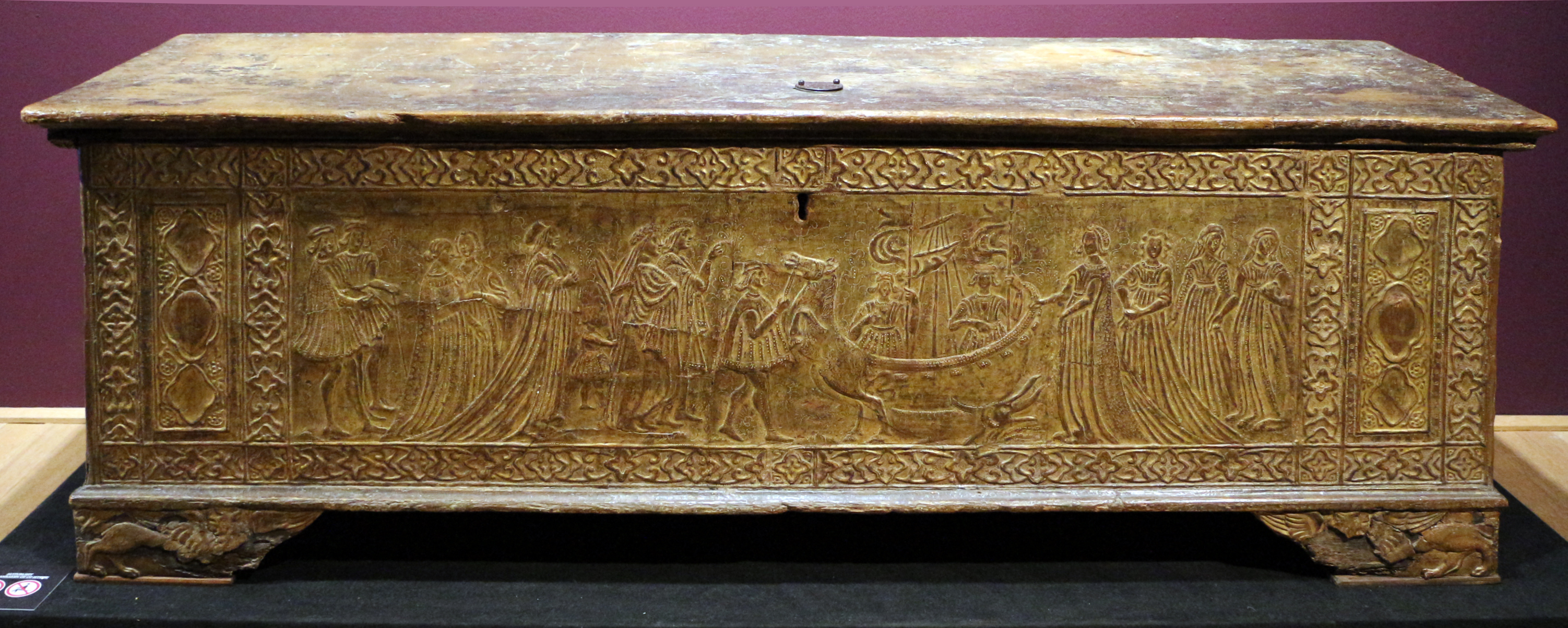
Cassone à panneaux décorés (vers 1425), anonyme, Florence
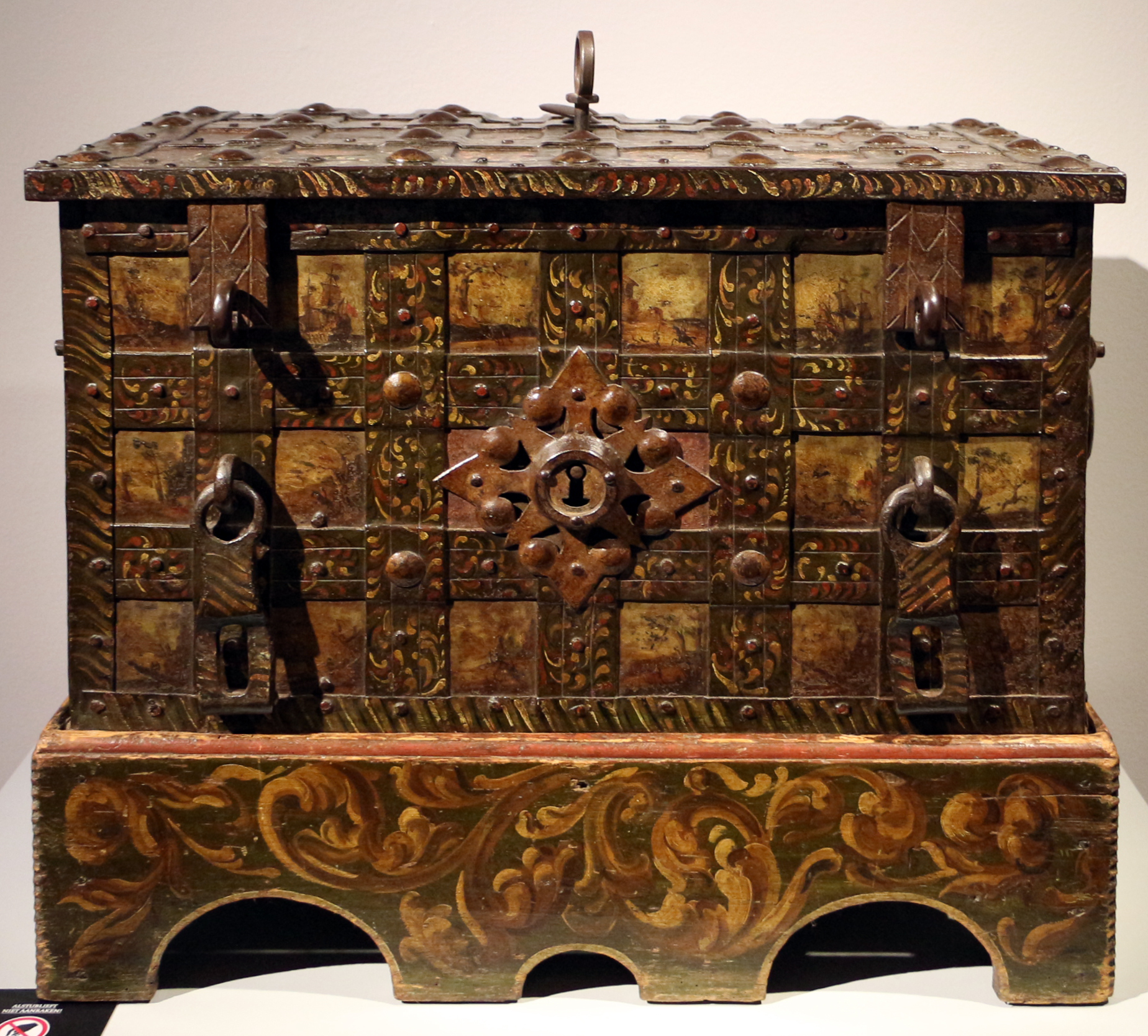
Coffre (XVIe siècle), anonyme, Nuremberg

## Publication
- (nl) Ger Eenens, Fan Lin, Matthijs Schouten, Het leven van Boeddha : de weg naar nu (Catalogue d'exposition), Amsterdam, Nieuwe Kerk/Hermitage, 2018, 160 p. (ISBN 9789078653776, OCLC 1065532923)